# پلی‌موث، مونتسرات
پلی‌موث، مونتسرات (به انگلیسی: Plymouth) یک منطقهٔ مسکونی در بریتانیا است که در مونتسرات واقع شده‌است.

## خصوصیات
پلی‌موث اکنون هیچ ساکنی ندارد. در سال ۱۹۹۷ به خاطر فعالیت آتشفشانی تخلیه شد.